# Hans-Hermann Hoppe
Hans-Hermann Hoppe (germană: [ˈhɔpə]; n. 2 septembrie 1949, Peine, Republica Federală Germania, Germania) este un economist germano-american al școlii austriece și filosof. Este profesor emerit de economie la Universitatea Nevada, Las Vegas⁠(d) (UNLV), membru senior al Institutului Ludwig von Mises și fondator, respectiv președinte al Societății pentru Proprietate și Libertate⁠(d).
Hoppe se caractrizează drept un austro-libertarian și anarho-capitalist, fiind cunoscut pentru opoziția sa față de democrație.

## Biografie
Hoppe s-a născut în Peine, Germania de Vest, a urmat studiile de licență la Universität des Saarlandes și a obținut diplomele de master și doctorat de la Universitatea Goethe din Frankfurt. Acesta a studiat cu Jürgen Habermas, un cunoscut intelectual german din epoca post-belică, dar a ajuns treptat să respingă ideile sale și, în general, stânga europeană, considerându-le „intelectual infertile și moralmente falimentare”.
După încheierea studiilor doctorale, a fost bursier al Universității din Michigan între 1976 și 1978 și a obținut abilitarea în Fundamentele Sociologiei și Economiei de la Universitatea din Frankfurt în 1981. Din 1986 până la pensionarea sa în 2008, Hoppe a fost profesor la School of Business în cadrul Universității Nevada, Las Vegas. Este membru distins al Institutului Mises și a fost redactor la diferite publicații periodice ale Institutului Mises.
Hoppe a declarat că Murray Rothbard a fost „profesorul, mentorul și maestrul său”. După ce a citit cărțile lui Rothbard și a devenit susținător al ideilor sale politice, Hoppe s-a mutat din Germania la New York pentru a fi aproape de mentorul său și l-a urmat pe acesta la Universitatea din Nevada. Conform lui Hoppe, începând din 1985 până la moarta lui Rothbard în 1995, Hopper l-a considerat pe acest drept „cel mai drag prieten patern al său”.
În prezent, Hoppe locuiește în Turcia împreună cu soția sa Gülçin Imre Hoppe, un economist austriac.

### Societatea pentru Proprietate și Libertate
În 2006, Hoppe a înființat Societatea pentru Proprietate și Libertate (The Property and Freedom Society; „PFS”) ca răspuns la Societatea Mont Pelerin⁠(d), influențată de Milton Friedman, pe care a ridiculizat-o drept „socialistă”.
Hoppe a fost criticat pentru că a invitat naționaliști albi - precum Jared Taylor și neonazistul Richard B. Spencer - să susțină discursuri în cadrul PFS.

### Institutul Mises
Infuențați de lucrările de economie redactate de Hans-Hermann Hoppe, Murray Rothbard, Ludwig von Mises și alți economiști austrieci, Lew Rockwell, Burton Blumert⁠(d) și Murray Rothbard au înființat Institutul Mises în 1982.
Institutul Mises a oferit gratuit mii de cărți scrise de Hans Hermann Hoppe, Ludwig Von Mises, Murray Rothbard și alți economiști de seamă în format e-book și audiobook. A conceput o secțiune pentru începători care rezumă conceptele principale în treizeci de minute pentru cei care nu sunt familiarizați cu ideile economiei austriece. De asemenea, Institutul Mises are un program de studii superioare.

## Etica argumentării
În numărul din septembrie 1988 al revistei Liberty⁠(d), Hoppe a încercat să formuleze o justificare a priori și moralmente neutră⁠(d) pentru etica libertariană prin conceperea unei noi teorii pe care a numit-o etica argumentării. Acesta a susținut că orice argument care contrazice principiile libertariene este logic incoerent.
Hoppe menționează că în cadrul unei discuții despre politică, oamenii își asumă anumite norme de argumentare, inclusiv interzicerea apelului la violență. Potrivit acestuia, dintre toate filozofiile politice, numai libertarianismul anarho-capitalist interzice utilizarea violenței, i.e. principiul neagresiunii. Prin urmare, orice argument în favoarea oricărei filozofii politice, alta decât anarcho-capitalismul, este logic incoerentă.

## Lucrări

### Germană
- Handeln und Erkennen [Acțiune și cunoașter] (în germană). Berna (1976).ISBN: 978-3261019004 .OCLC 2544452OCLC 2544452 .
- Kritik der kausalwissenschaftlichen Sozialforschung [ Critica cercetării științifice sociale cauzale ] (în germană). Opladen: Westdeutscher Verlag (1983).ISBN: 978-3531116242ISBN 978-3531116242 .OCLC 10432202OCLC 10432202.
- Eigentum, Anarchie und Staat Proprietatea, Anarhia și Statul (în germană). Opladen: Westdeutscher Verlag (1987).ISBN: 978-3531118116ISBN 978-3531118116 .OCLC 18226538OCLC 18226538.

### Engleză
- A Theory of Socialism and Capitalism. Kluwer Academic Publishers (1989). ISBN: 0898382793ISBN 0898382793. Archived from the original.
  - Audiobook Arhivat în 24 iulie 2022, la Wayback Machine., narrated by Jim Vann.
- Economic Science and the Austrian Method. Auburn, AL: Ludwig von Mises Institute (1995). ISBN: 094546620XISBN 094546620X.
  - Audiobook Arhivat în 24 iulie 2022, la Wayback Machine., narrated by Gennady Stolyarov II.
- Democracy: The God That Failed: The Economics and Politics of Monarchy, Democracy and Natural Order. New Brunswick, NJ: Transaction Publishers (2001). ISBN: 0765808684ISBN 0765808684. OCLC 46384089OCLC 46384089.
- The Economics and Ethics of Private Property. Auburn, AL: Ludwig von Mises Institute, 2006. [2nd ed.] ISBN: 0945466404.

### Editor
- The Myth of National Defense: Essays on the Theory and History of Security Production. Ludwig von Mises Institute (2003). ISBN: 978-0945466376ISBN 978-0945466376. OCLC 53401048OCLC 53401048.